# Shaun Bartlett
Shaun Thurston Bartlett (Città del Capo, 31 ottobre 1972) è un ex calciatore sudafricano, di ruolo attaccante.

## Biografia
Suo figlio Tyrique è anch'egli un calciatore.

## Carriera

### Club
Bartlett iniziò la sua carriera calcistica nella squadra della sua città natale, il Cape Town Spurs, dopodiché si trasferì negli Stati Uniti d'America, dove giocò nella Major League Soccer coi Colorado Rapids ed i N.Y./N.J. MetroStars. Nel 1998 Bartlett abbandonò il campionato americano, senza lasciare tracce, e fu ceduto al Zurigo, dapprima in prestito e poi in via definitiva. Nel 2000 l'attaccante andò in prestito al Charlton Athletic, per poi essere riscattato completamente nel 2001 per 2 milioni di sterline. Dopo sei stagioni trascorse in Inghilterra, nel 2006 Bartlett è ritornato in patria, dove ha militato nel campionato sudafricano di calcio con la maglia dei Kaizer Chiefs, poi con quella dei Bloemfontein Celtic, dando l'addio al calcio giocato nel 2009.

### Nazionale
Bartlett è attualmente il secondo giocatore con più presenze e il miglior marcatore di tutti i tempi della Nazionale di calcio del Sudafrica (28 reti in 74 presenze, preceduto da Benni McCarthy quanto a reti e da Aaron Mokoena quanto a presenze). Con la Nazionale sudafricana ha partecipato alla Coppa d'Africa nel 1996 (ottenendo la vittoria finale), nel 2000 e nel 2002; inoltre ha preso parte al campionato del mondo 1998, in cui segnò due reti nella partita contro l'Arabia Saudita, terminata 2-2.

## Statistiche

### Cronologia presenze e reti in nazionale
| Cronologia completa delle presenze e delle reti in nazionale ― Sudafrica | Cronologia completa delle presenze e delle reti in nazionale ― Sudafrica | Cronologia completa delle presenze e delle reti in nazionale ― Sudafrica | Cronologia completa delle presenze e delle reti in nazionale ― Sudafrica | Cronologia completa delle presenze e delle reti in nazionale ― Sudafrica | Cronologia completa delle presenze e delle reti in nazionale ― Sudafrica | Cronologia completa delle presenze e delle reti in nazionale ― Sudafrica | Cronologia completa delle presenze e delle reti in nazionale ― Sudafrica |
| Data                                                                     | Città                                                                    | In casa                                                                  | Risultato                                                                | Ospiti                                                                   | Competizione                                                             | Reti                                                                     | Note                                                                     |
| ------------------------------------------------------------------------ | ------------------------------------------------------------------------ | ------------------------------------------------------------------------ | ------------------------------------------------------------------------ | ------------------------------------------------------------------------ | ------------------------------------------------------------------------ | ------------------------------------------------------------------------ | ------------------------------------------------------------------------ |
| 26-4-1995                                                                | Maseru                                                                   | Lesotho                                                                  | 3 – 2                                                                    | Sudafrica                                                                | Amichevole                                                               | -                                                                        | 75’                                                                      |
| 30-9-1995                                                                | Johannesburg                                                             | Sudafrica                                                                | 3 – 2                                                                    | Mozambico                                                                | Amichevole                                                               | -                                                                        | 81’                                                                      |
| 24-11-1995                                                               | Mmabatho                                                                 | Sudafrica                                                                | 2 – 0                                                                    | Egitto                                                                   | 1995 Simba Cup                                                           | 1                                                                        | 76’                                                                      |
| 26-11-1995                                                               | Johannesburg                                                             | Sudafrica                                                                | 2 – 0                                                                    | Zimbabwe                                                                 | 1995 Simba Cup                                                           | 2                                                                        |                                                                          |
| 15-12-1995                                                               | Johannesburg                                                             | Sudafrica                                                                | 0 – 0                                                                    | Germania                                                                 | Amichevole                                                               | -                                                                        | 65’                                                                      |
| 13-1-1996                                                                | Johannesburg                                                             | Sudafrica                                                                | 3 – 0                                                                    | Camerun                                                                  | Coppa d'Africa 1996 - 1º turno                                           | -                                                                        | 71’                                                                      |
| 20-1-1996                                                                | Johannesburg                                                             | Sudafrica                                                                | 1 – 0                                                                    | Angola                                                                   | Coppa d'Africa 1996 - 1º turno                                           | -                                                                        | 88’                                                                      |
| 24-1-1996                                                                | Johannesburg                                                             | Sudafrica                                                                | 0 – 1                                                                    | Egitto                                                                   | Coppa d'Africa 1996 - 1º turno                                           | -                                                                        | 71’                                                                      |
| 27-1-1996                                                                | Johannesburg                                                             | Sudafrica                                                                | 2 – 1                                                                    | Algeria                                                                  | Coppa d'Africa 1996 - Quarti di finale                                   | -                                                                        | 76’                                                                      |
| 31-1-1996                                                                | Johannesburg                                                             | Sudafrica                                                                | 3 – 0                                                                    | Ghana                                                                    | Coppa d'Africa 1996 - Semifinale                                         | 1                                                                        | 84’                                                                      |
| 3-2-1996                                                                 | Johannesburg                                                             | Sudafrica                                                                | 2 – 0                                                                    | Tunisia                                                                  | Coppa d'Africa 1996 - Finale                                             | -                                                                        |                                                                          |
| 24-4-1996                                                                | Johannesburg                                                             | Sudafrica                                                                | 2 – 3                                                                    | Brasile                                                                  | Amichevole                                                               | -                                                                        | 83’                                                                      |
| 1-6-1996                                                                 | Blantyre                                                                 | Malawi                                                                   | 0 – 1                                                                    | Sudafrica                                                                | Qual. Mondiali 1998                                                      | -                                                                        | 82’                                                                      |
| 15-6-1996                                                                | Johannesburg                                                             | Sudafrica                                                                | 3 – 0                                                                    | Malawi                                                                   | Qual. Mondiali 1998                                                      | 2                                                                        | 84’                                                                      |
| 14-9-1996                                                                | Durban                                                                   | Sudafrica                                                                | 1 – 0                                                                    | Kenya                                                                    | 1996 Simba Cup                                                           | -                                                                        | 70’                                                                      |
| 18-9-1996                                                                | Durban                                                                   | Sudafrica                                                                | 2 – 0                                                                    | Australia                                                                | 1996 Simba Cup                                                           | -                                                                        | 74’                                                                      |
| 21-9-1996                                                                | Pretoria                                                                 | Sudafrica                                                                | 0 – 0                                                                    | Ghana                                                                    | 1996 Simba Cup                                                           | -                                                                        | 66’                                                                      |
| 9-11-1996                                                                | Johannesburg                                                             | Sudafrica                                                                | 1 – 0                                                                    | Zaire                                                                    | Qual. Mondiali 1998                                                      | -                                                                        | 63’                                                                      |
| 27-4-1997                                                                | Lomé                                                                     | Zaire                                                                    | 1 – 2                                                                    | Sudafrica                                                                | Qual. Mondiali 1998                                                      | -                                                                        | 79’                                                                      |
| 24-5-1997                                                                | Manchester                                                               | Inghilterra                                                              | 2 – 1                                                                    | Sudafrica                                                                | Amichevole                                                               | -                                                                        | 88’                                                                      |
| 8-6-1997                                                                 | Johannesburg                                                             | Sudafrica                                                                | 3 – 0                                                                    | Zambia                                                                   | Qual. Mondiali 1998                                                      | -                                                                        | 54’                                                                      |
| 16-8-1997                                                                | Johannesburg                                                             | Sudafrica                                                                | 1 – 0                                                                    | Rep. del Congo                                                           | Qual. Mondiali 1998                                                      | -                                                                        | 19’ 60’                                                                  |
| 11-10-1997                                                               | Lens                                                                     | Francia                                                                  | 2 – 1                                                                    | Sudafrica                                                                | Amichevole                                                               | 1                                                                        | 79’                                                                      |
| 15-11-1997                                                               | Düsseldorf                                                               | Germania                                                                 | 3 – 0                                                                    | Sudafrica                                                                | Amichevole                                                               | -                                                                        | 69’                                                                      |
| 20-5-1998                                                                | Johannesburg                                                             | Sudafrica                                                                | 1 – 1                                                                    | Zambia                                                                   | Amichevole                                                               | 1                                                                        | 74’                                                                      |
| 25-5-1998                                                                | Buenos Aires                                                             | Argentina                                                                | 2 – 0                                                                    | Sudafrica                                                                | Amichevole                                                               | -                                                                        | 83’                                                                      |
| 6-6-1998                                                                 | Baiersbronn                                                              | Sudafrica                                                                | 1 – 1                                                                    | Islanda                                                                  | Amichevole                                                               | -                                                                        | 65’                                                                      |
| 12-6-1998                                                                | Marsiglia                                                                | Francia                                                                  | 3 – 0                                                                    | Sudafrica                                                                | Mondiali 1998 - 1º turno                                                 | -                                                                        | 89’                                                                      |
| 18-6-1998                                                                | Tolosa                                                                   | Sudafrica                                                                | 1 – 1                                                                    | Danimarca                                                                | Mondiali 1998 - 1º turno                                                 | -                                                                        | 77’                                                                      |
| 24-6-1998                                                                | Bordeaux                                                                 | Sudafrica                                                                | 2 – 2                                                                    | Arabia Saudita                                                           | Mondiali 1998 - 1º turno                                                 | 2                                                                        |                                                                          |
| 3-10-1998                                                                | Johannesburg                                                             | Sudafrica                                                                | 1 – 0                                                                    | Angola                                                                   | Qual. Coppa d'Africa 2000                                                | 1                                                                        | 35’                                                                      |
| 27-2-1999                                                                | Mabopane                                                                 | Sudafrica                                                                | 4 – 1                                                                    | Gabon                                                                    | Qual. Coppa d'Africa 2000                                                | 1                                                                        | 76’                                                                      |
| 10-4-1999                                                                | Libreville                                                               | Gabon                                                                    | 1 – 0                                                                    | Sudafrica                                                                | Qual. Coppa d'Africa 2000                                                | -                                                                        | 67’                                                                      |
| 5-6-1999                                                                 | Durban                                                                   | Sudafrica                                                                | 2 – 0                                                                    | Mauritius                                                                | Qual. Coppa d'Africa 2000                                                | -                                                                        | 59’                                                                      |
| 31-7-1999                                                                | Windhoek                                                                 | Namibia                                                                  | 1 – 1 dts (4 – 1 dtr)                                                    | Sudafrica                                                                | Coppa COSAFA 1999 - Quarti di finale                                     | -                                                                        |                                                                          |
| 18-9-1999                                                                | Città del Capo                                                           | Sudafrica                                                                | 1 – 0                                                                    | Arabia Saudita                                                           | Amichevole                                                               | -                                                                        | 74’                                                                      |
| 23-1-2000                                                                | Kumasi                                                                   | Sudafrica                                                                | 3 – 1                                                                    | Gabon                                                                    | Coppa d'Africa 2000 - 1º turno                                           | 2                                                                        |                                                                          |
| 27-1-2000                                                                | Kumasi                                                                   | Sudafrica                                                                | 1 – 0                                                                    | RD del Congo                                                             | Coppa d'Africa 2000 - 1º turno                                           | 1                                                                        | 86’                                                                      |
| 2-2-2000                                                                 | Kumasi                                                                   | Sudafrica                                                                | 1 – 1                                                                    | Algeria                                                                  | Coppa d'Africa 2000 - 1º turno                                           | 1                                                                        |                                                                          |
| 6-2-2000                                                                 | Kumasi                                                                   | Sudafrica                                                                | 1 – 0                                                                    | Ghana                                                                    | Coppa d'Africa 2000 - Quarti di finale                                   | -                                                                        |                                                                          |
| 10-2-2000                                                                | Lagos                                                                    | Nigeria                                                                  | 2 – 0                                                                    | Sudafrica                                                                | Coppa d'Africa 2000 - Semifinale                                         | -                                                                        |                                                                          |
| 12-2-2000                                                                | Accra                                                                    | Sudafrica                                                                | 2 – 2 dts (4 – 3 dtr)                                                    | Tunisia                                                                  | Coppa d'Africa 2000 - Finale 3º posto                                    | 1                                                                        |                                                                          |
| 9-4-2000                                                                 | Maseru                                                                   | Lesotho                                                                  | 0 – 2                                                                    | Sudafrica                                                                | Qual. Mondiali 2002                                                      | 1                                                                        |                                                                          |
| 22-4-2000                                                                | Johannesburg                                                             | Sudafrica                                                                | 1 – 0                                                                    | Lesotho                                                                  | Qual. Mondiali 2002                                                      | 1                                                                        |                                                                          |
| 3-6-2000                                                                 | Washington                                                               | Stati Uniti                                                              | 4 – 0                                                                    | Sudafrica                                                                | 2000 US Nike Cup                                                         | -                                                                        |                                                                          |
| 11-6-2000                                                                | East Rutherford                                                          | Irlanda                                                                  | 2 – 1                                                                    | Sudafrica                                                                | 2000 US Nike Cup                                                         | -                                                                        |                                                                          |
| 9-7-2000                                                                 | Harare                                                                   | Zimbabwe                                                                 | 0 – 2                                                                    | Sudafrica                                                                | Qual. Mondiali 2002                                                      | -                                                                        |                                                                          |
| 3-9-2000                                                                 | Brazzaville                                                              | Rep. del Congo                                                           | 1 – 2                                                                    | Sudafrica                                                                | Qual. Coppa d'Africa 2002                                                | -                                                                        |                                                                          |
| 7-10-2000                                                                | Johannesburg                                                             | Sudafrica                                                                | 0 – 0                                                                    | Francia                                                                  | Amichevole                                                               | -                                                                        |                                                                          |
| 16-12-2000                                                               | Johannesburg                                                             | Sudafrica                                                                | 2 – 1                                                                    | Liberia                                                                  | Qual. Coppa d'Africa 2002                                                | 1                                                                        | 66’                                                                      |
| 27-1-2001                                                                | Rustenburg                                                               | Sudafrica                                                                | 2 – 0                                                                    | Burkina Faso                                                             | Qual. Mondiali 2002                                                      | 1                                                                        | 82’                                                                      |
| 25-2-2001                                                                | Blantyre                                                                 | Malawi                                                                   | 1 – 2                                                                    | Sudafrica                                                                | Qual. Mondiali 2002                                                      | -                                                                        |                                                                          |
| 24-3-2001                                                                | Port Elizabeth                                                           | Sudafrica                                                                | 3 – 0                                                                    | Mauritius                                                                | Qual. Mondiali 2002                                                      | -                                                                        |                                                                          |
| 25-4-2001                                                                | Perugia                                                                  | Italia                                                                   | 1 – 0                                                                    | Sudafrica                                                                | Amichevole                                                               | -                                                                        | 83’                                                                      |
| 5-5-2001                                                                 | Johannesburg                                                             | Sudafrica                                                                | 2 – 1                                                                    | Zimbabwe                                                                 | Qual. Mondiali 2002                                                      | 1                                                                        |                                                                          |
| 15-8-2001                                                                | Stoccolma                                                                | Svezia                                                                   | 3 – 0                                                                    | Sudafrica                                                                | Amichevole                                                               | -                                                                        |                                                                          |
| 10-11-2001                                                               | Johannesburg                                                             | Sudafrica                                                                | 1 – 0                                                                    | Egitto                                                                   | Amichevole                                                               | 1                                                                        | 73’                                                                      |
| 15-1-2002                                                                | Mahikeng                                                                 | Sudafrica                                                                | 1 – 0                                                                    | Angola                                                                   | Amichevole                                                               | -                                                                        | 62’                                                                      |
| 20-1-2002                                                                | Ségou                                                                    | Burkina Faso                                                             | 0 – 0                                                                    | Sudafrica                                                                | Coppa d'Africa 2002 - 1º turno                                           | -                                                                        | 18’                                                                      |
| 3-2-2002                                                                 | Kayes                                                                    | Mali                                                                     | 2 – 0                                                                    | Sudafrica                                                                | Coppa d'Africa 2002 - Quarti di finale                                   | -                                                                        | 66’                                                                      |
| 8-9-2002                                                                 | Abidjan                                                                  | Costa d'Avorio                                                           | 0 – 0                                                                    | Sudafrica                                                                | Qual. Coppa d'Africa 2004                                                | -                                                                        |                                                                          |
| 19-11-2002                                                               | Johannesburg                                                             | Sudafrica                                                                | 1 – 1 (4 – 1 dtr)                                                        | Senegal                                                                  | Amichevole                                                               | 1                                                                        | 83’                                                                      |
| 22-5-2003                                                                | Durban                                                                   | Sudafrica                                                                | 1 – 2                                                                    | Inghilterra                                                              | Amichevole                                                               | -                                                                        |                                                                          |
| 22-6-2003                                                                | Polokwane                                                                | Sudafrica                                                                | 2 – 1                                                                    | Costa d'Avorio                                                           | Qual. Coppa d'Africa 2004                                                | 1                                                                        |                                                                          |
| 30-3-2004                                                                | Londra                                                                   | Australia                                                                | 1 – 0                                                                    | Sudafrica                                                                | Amichevole                                                               | -                                                                        |                                                                          |
| 5-6-2004                                                                 | Bloemfontein                                                             | Sudafrica                                                                | 2 – 1                                                                    | Capo Verde                                                               | Qual. Mondiali 2006                                                      | -                                                                        |                                                                          |
| 3-7-2004                                                                 | Johannesburg                                                             | Sudafrica                                                                | 2 – 0                                                                    | Burkina Faso                                                             | Qual. Mondiali 2006                                                      | 1                                                                        | 83’                                                                      |
| 18-8-2004                                                                | Tunisi                                                                   | Tunisia                                                                  | 0 – 2                                                                    | Sudafrica                                                                | Amichevole                                                               | -                                                                        |                                                                          |
| 17-11-2004                                                               | Johannesburg                                                             | Sudafrica                                                                | 2 – 1                                                                    | Nigeria                                                                  | Amichevole                                                               | 1                                                                        | 22’ 76’                                                                  |
| 9-2-2005                                                                 | Durban                                                                   | Sudafrica                                                                | 1 – 1                                                                    | Australia                                                                | Amichevole                                                               | -                                                                        | 64’                                                                      |
| 26-3-2005                                                                | Johannesburg                                                             | Sudafrica                                                                | 2 – 1                                                                    | Uganda                                                                   | Qual. Mondiali 2006                                                      | -                                                                        |                                                                          |
| 18-6-2005                                                                | Johannesburg                                                             | Sudafrica                                                                | 0 – 2                                                                    | Ghana                                                                    | Qual. Mondiali 2006                                                      | -                                                                        |                                                                          |
| 3-9-2005                                                                 | Ouagadougou                                                              | Burkina Faso                                                             | 3 – 1                                                                    | Sudafrica                                                                | Qual. Mondiali 2006                                                      | -                                                                        |                                                                          |
| 7-9-2005                                                                 | Brema                                                                    | Germania                                                                 | 4 – 2                                                                    | Sudafrica                                                                | Amichevole                                                               | 1                                                                        | 46’                                                                      |
| Totale                                                                   |                                                                          | Presenze (6º posto)                                                      | 74                                                                       |                                                                          | Reti (2º posto)                                                          | 28                                                                       |                                                                          |

## Palmarès

### Club
- Coppa di Lega sudafricana: 1

Kaizer Chiefs: 2007

### Nazionale
- Coppa d'Africa: 1

Sudafrica 1996

### Individuale
- Capocannoniere della Coppa d'Africa: 1

2000